# Aleyrodes shizuokensis
Aleyrodes shizuokensis là một loài côn trùng cánh nửa trong họ Aleyrodidae, phân họ Aleyrodinae.
Aleyrodes shizuokensis được Kuwana miêu tả khoa học đầu tiên năm 1911.